# 趙從衍
趙從衍（1912年－1999年），是香港船王，創辦華光船務，是幾十首貨船的船主，跟包玉剛環球船務、董浩雲東方海外並稱世界三大船王。

## 生平
趙從衍在韓戰和香港經濟起飛時發達。華光船務曾經在香港上市，之後私有化。
趙從衍是上海東吳大學校友。

## 相關
- 趙從衍家族
- 趙世曾